# Mөnkhbatin Urantsetseg
Mөnkhbatin Urantsetseg –en mongol, Мөнхбатын Уранцэцэг– (Bayan-Ovoo, 14 de març de 1990) és una esportista mongola que practica les arts marcials mixtes. Va ser judoka en la categoria de -48 kg, fins a la seva retirada l'any 2022.
Va guanyar la medalla de bronze als Jocs Olímpics de Tòquio 2020. Va guanyar quatre medalles (1 d'or) en els Campionats del Món i sis medalles (2 d'or) als Campionats d'Àsia de judo. Als Jocs Asiàtics de 2014 va aconseguir una medalla d'or i una medalla de bronze als Jocs Asiàtics de 2018.

## Palmarès internacional
| Jocs Olímpics            | Jocs Olímpics                | Jocs Olímpics | Jocs Olímpics |
| Any                      | Lloc                         | Medalla       | Categoria     |
| ------------------------ | ---------------------------- | ------------- | ------------- |
| 2020                     | Tòquio ( Japó)               | 3             | -48 kg        |
| Campionat del Món        |                              |               |               |
| Any                      | Lloc                         | Medalla       | Categoria     |
| 2013                     | Rio de Janeiro ( Brasil)     | 1             | –48 kg        |
| 2017                     | Budapest ( Hongria)          | 2             | -48 kg        |
| 2019                     | Tòquio ( Japó)               | 3             | -48 kg        |
| 2021                     | Budapest ( Hongria)          | 3             | -48 kg        |
| Jocs Asiàtics            |                              |               |               |
| Any                      | Lloc                         | Medalla       | Categoria     |
| 2014                     | Incheon ( Corea del Sud)     | 1             | –48 kg        |
| 2018                     | Jakarta ( Indonèsia)         | 3             | -48 kg        |
| Campionat d'Àsia de judo |                              |               |               |
| Any                      | Lloc                         | Medalla       | Categoria     |
| 2009                     | Taipei ( Xina Taipei)        | 3             | –48 kg        |
| 2012                     | Taixkent ( Uzbekistan)       | 1             | –48 kg        |
| 2013                     | Bangkok ( Tailàndia)         | 3             | –48 kg        |
| 2015                     | Al-Kuwait ( Kuwait)          | 2             | –48 kg        |
| 2016                     | Taixkent ( Uzbekistan)       | 2             | –48 kg        |
| 2017                     | Hong Kong ( R.P. de la Xina) | 1             | –48 kg        |